# Episodi di Anything but Love (quarta stagione)
La quarta stagione della serie televisiva Anything but Love è stata trasmessa in anteprima negli Stati Uniti d'America dalla ABC tra il 25 settembre 1991 e il 3 giugno 1992.
| nº | Titolo originale                                | Titolo italiano | Prima TV USA      | Prima TV Italia |
| -- | ----------------------------------------------- | --------------- | ----------------- | --------------- |
| 1  | Enormous Changes at the Last Minute             |                 | 25 settembre 1991 |                 |
| 2  | I Feel a Cult Coming On                         |                 | 2 ottobre 1991    |                 |
| 3  | A Tale of Two Kiddies                           |                 | 9 ottobre 1991    |                 |
| 4  | M Is for the Many Things She Forgot She Gave Me |                 | 16 ottobre 1991   |                 |
| 5  | Gimme an O                                      |                 | 23 ottobre 1991   |                 |
| 6  | Training Film                                   |                 | 30 ottobre 1991   |                 |
| 7  | First Lady Sings the Blues                      |                 | 20 novembre 1991  |                 |
| 8  | Stop Me Before I... Again (Part 1)              |                 | 4 dicembre 1991   |                 |
| 9  | Stop Me Before I... Again (Part 2)              |                 | 11 dicembre 1991  |                 |
| 10 | Salmonella Is Coming to Town                    |                 | 18 dicembre 1991  |                 |
| 11 | The Call of the Mild                            |                 | 8 gennaio 1992    |                 |
| 12 | I'd Kill for a Mink                             |                 | 15 gennaio 1992   |                 |
| 13 | Catherine Honey, I'm Home                       |                 | 22 gennaio 1992   |                 |
| 14 | Angst for the Memories                          |                 | 5 febbraio 1992   |                 |
| 15 | Tryst and Shout                                 |                 | 12 febbraio 1992  |                 |
| 16 | The Waiting                                     |                 | 27 maggio 1992    |                 |
| 17 | Marty Walks                                     |                 | 3 giugno 1992     |                 |